# Wincenty Jastrzębski (1885–1977)

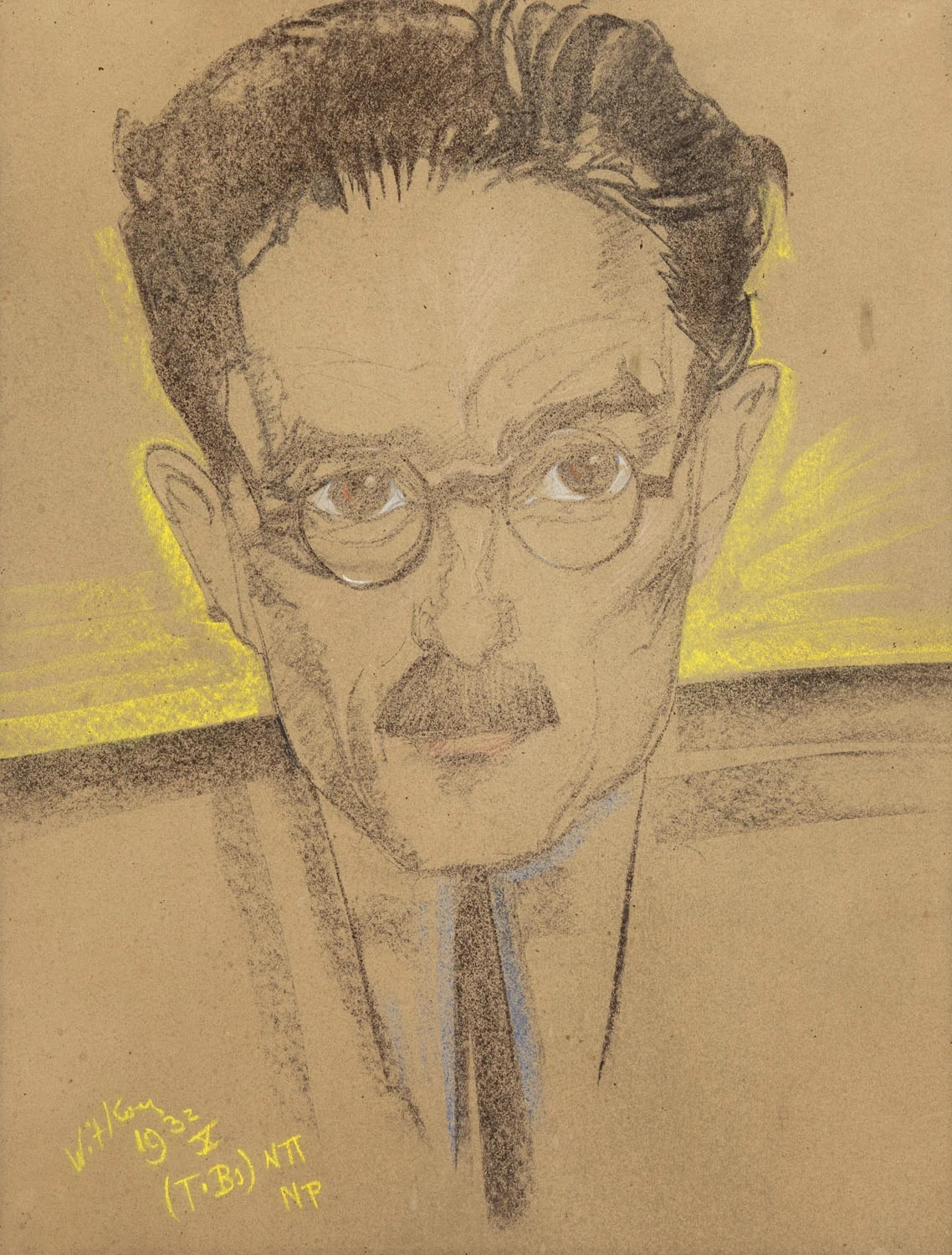
Portret Wincentego Jastrzębskiego pędzla Stanisława Ignacego Witkiewicza

Wincenty Jastrzębski (ur. 1885 w Przystani n. Omulwią, zm. 9 października 1977) – polski tokarz, działacz polityczny, społeczny, wiceminister.

## Życiorys
W młodości pracował w Warszawie w warsztatach metalowych Hausnera. Od 1904 był w PPS, a następnie związany z PPS-Frakcją Rewolucyjną. Był członkiem Organizacji Bojowej. Po wydaleniu, w 1904, z Warszawy pracował przy budowie fortów w Piątnicy k. Łomży. W 1905 brał udział w strajku szkolnym w Łomży. W 1906 został wysiedlony z Królestwa Polskiego do guberni centralnej Rosji. Od 1907 do 1915 przebywał w rosyjskich więzieniach w Pskowie i Szlisselburgu. Następnie (w latach 1917–1919) uczestniczył w rewolucji i brał udział w organizowaniu radzieckich instytucji gospodarczych.
Po powrocie (w 1919) do kraju, rozpoczął pracę w Ministerstwie Pracy i Opieki Społecznej oraz zajął się pracą naukową w dziedzinie organizacji pracy. Od 1930 do 1934 był wiceministrem skarbu, a następnie – do 1937 – wiceministrem opieki społecznej.
We wrześniu 1939 roku asystował w złożeniu Funduszu Obrony Narodowej w polskiej ambasadzie w Bukareszcie. Od 1939 do 1945 przebywał we Francji. W latach 1945–1948 był wiceministrem komunikacji, a następnie – do 1956 – był wiceministrem finansów (do 1950 skarbu) z ramienia PPS i PZPR.

## Ordery i odznaczenia
- Krzyż Komandorski Orderu Odrodzenia Polski (27 listopada 1929)[3]
- Krzyż Komandorski Orderu Odrodzenia Polski (19 lipca 1946)[4]
- Krzyż Niepodległości z Mieczami (15 kwietnia 1932)[5]
- Złoty Krzyż Zasługi (9 listopada 1931)[6]